# Finale du Grand Prix IAAF 1987
Navigation
Édition précédente Édition suivante
La 3e Finale du Grand Prix de l'IAAF s'est déroulée le 11 septembre 1987 au Stade Roi Baudouin de Bruxelles. Dix-sept épreuves figurent au programme (9 masculines et 8 féminines).

## Classement général

### Hommes
1. Tonie Campbell : 63 points
2. Greg Foster : 59 points
3. Sergueï Bubka : 58 points

### Femmes
1. Merlene Ottey : 63 points
2. Doina Melinte : 63 points
3. Stefka Kostadinova : 61 points

## Résultats

### Hommes
| Épreuves          | Or                                   | Argent                          | Bronze                         |
| ----------------- | ------------------------------------ | ------------------------------- | ------------------------------ |
| 200 m             | Thomas Jefferson États-Unis          | Calvin Smith États-Unis         | Robson da Silva Brésil         |
| 400 m             | Danny Everett États-Unis             | Innocent Egbunike Nigeria       | Michael Franks États-Unis      |
| 1 500 m           | Abdi Bile Somalie                    | Jim Spivey États-Unis           | Markus Hacksteiner Suisse      |
| 5 000 m           | Arturo Barrios Mexique               | Sydney Maree États-Unis         | Paul Williams Canada           |
| 110 m haies       | Tonie Campbell États-Unis            | Greg Foster États-Unis          | Mark McKoy Canada              |
| Saut à la perche  | Sergueï Bubka Union soviétique       | Earl Bell États-Unis            | Thierry Vigneron France        |
| Saut en longueur  | Mike Powell États-Unis               | Robert Emmiyan Union soviétique | Larry Myricks États-Unis       |
| Lancer du disque  | Alois Hannecker Allemagne de l'Ouest | Luis Delís Cuba                 | Romas Ubartas Union soviétique |
| Lancer du javelot | Viktor Yevsyukov Union soviétique    | Tom Petranoff États-Unis        | Jan Železný Tchécoslovaquie    |

### Femmes
| Épreuves         | Or                                  | Argent                              | Bronze                             |
| ---------------- | ----------------------------------- | ----------------------------------- | ---------------------------------- |
| 100 m            | Merlene Ottey Jamaïque              | Anelia Nuneva Bulgarie              | Angela Bailey Canada               |
| 800 m            | Ana Fidelia Quirot Cuba             | Doina Melinte Roumanie              | Kirsty Wade Royaume-Uni            |
| Mile             | Elly van Hulst Pays-Bas             | Paula Ivan Roumanie                 | Doina Melinte Roumanie             |
| 3 000 m          | Yelena Romanova Union soviétique    | Maricica Puica Roumanie             | Liz Lynch Royaume-Uni              |
| 400 m haies      | Debbie Flintoff-King Australie      | Sandra Farmer Jamaïque              | Judi Brown-King États-Unis         |
| Saut en hauteur  | Stefka Kostadinova Bulgarie         | Svetlana Isaeva Bulgarie            | Tamara Bykova Union soviétique     |
| Saut en longueur | Jackie Joyner-Kersee États-Unis     | Galina Chistyakova Union soviétique | Helga Radtke Allemagne de l'Est    |
| Lancer du poids  | Natalya Lisovskaya Union soviétique | Heike Hartwig Allemagne de l'Est    | Helena Fibingerová Tchécoslovaquie |